# Decio Azzolini der Jüngere

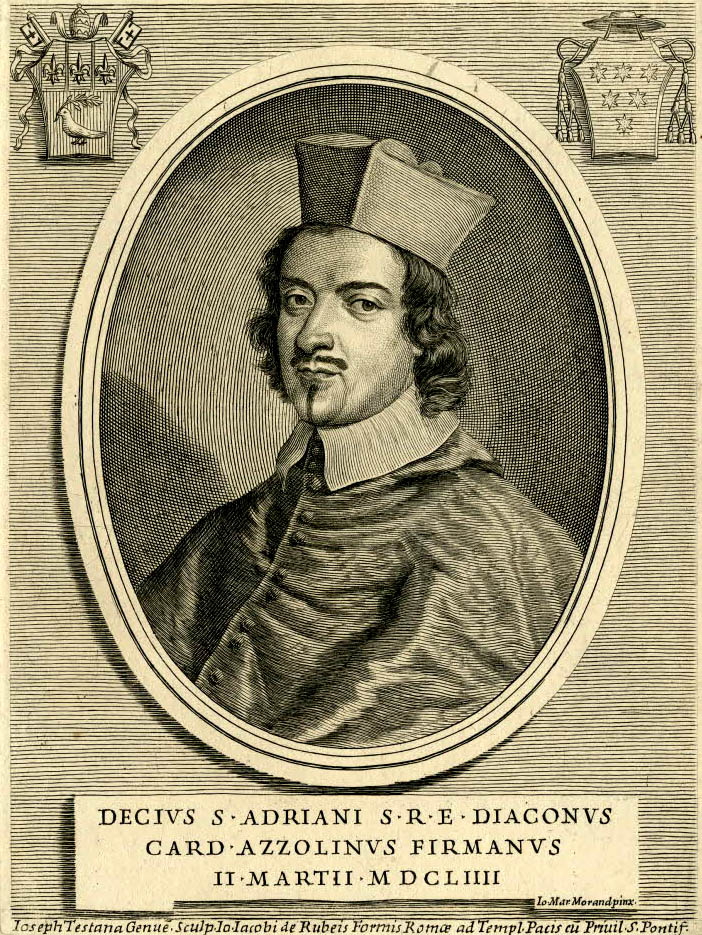
Kardinal Decio Azzolino Jun. in jüngerem Alter (Porträtstich von Giuseppe Testana, um 1660)

Decio Azzolini der Jüngere (auch Decio Azzolino Jun.) (* 11. April 1623 in Fermo; † 8. Juni 1689 in Rom) war Kardinal der Römischen Kirche, Kardinalstaatssekretär und Vertrauter der ehemaligen schwedischen Königin Christina.

## Leben

Kardinalswappen (moderne Nachzeichnung)

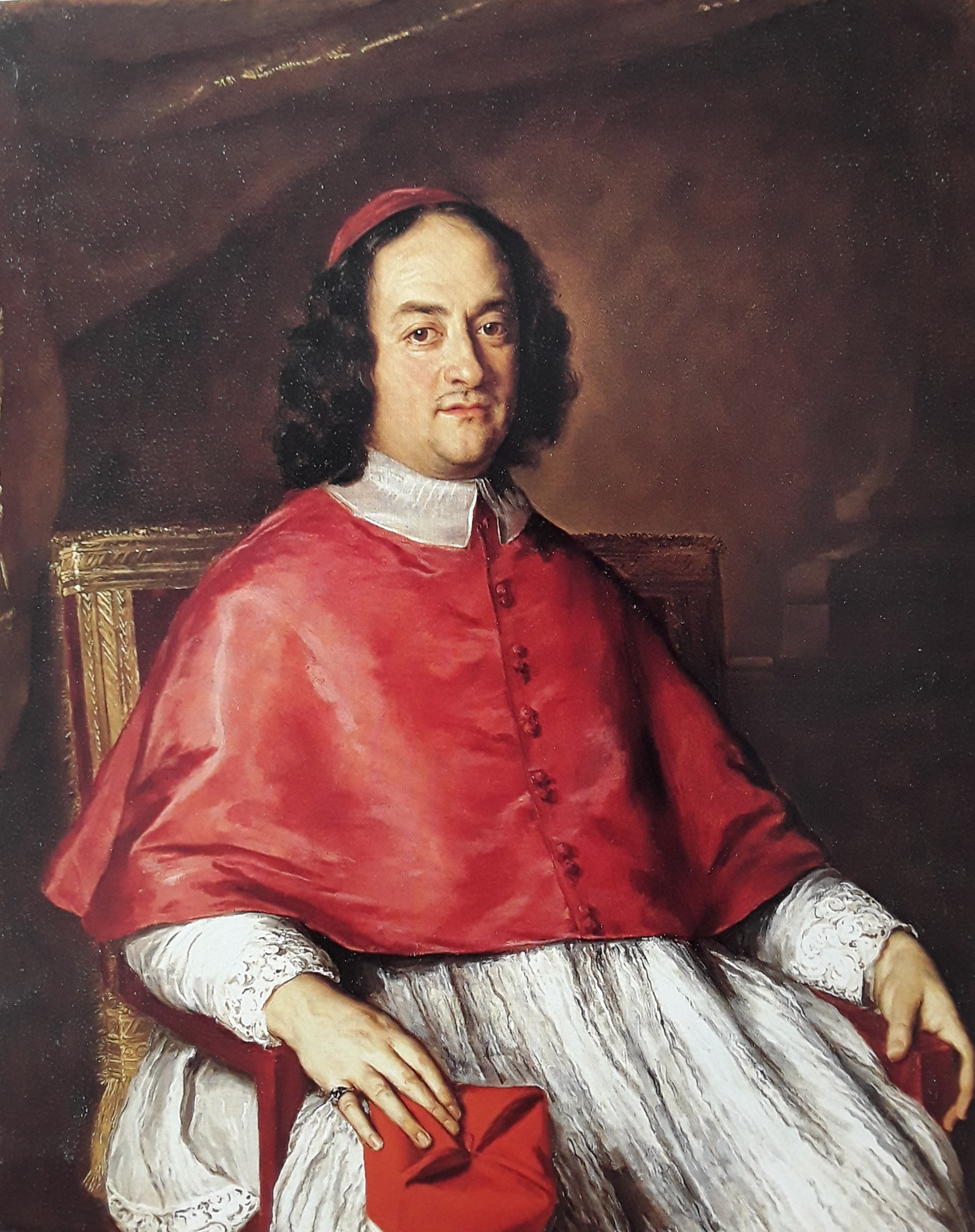
Decio Kardinal Azzolino (in mittlerem Alter) – Porträt von Jacob Ferdinand Voet (Gemäldegalerie Berlin, um 1670)

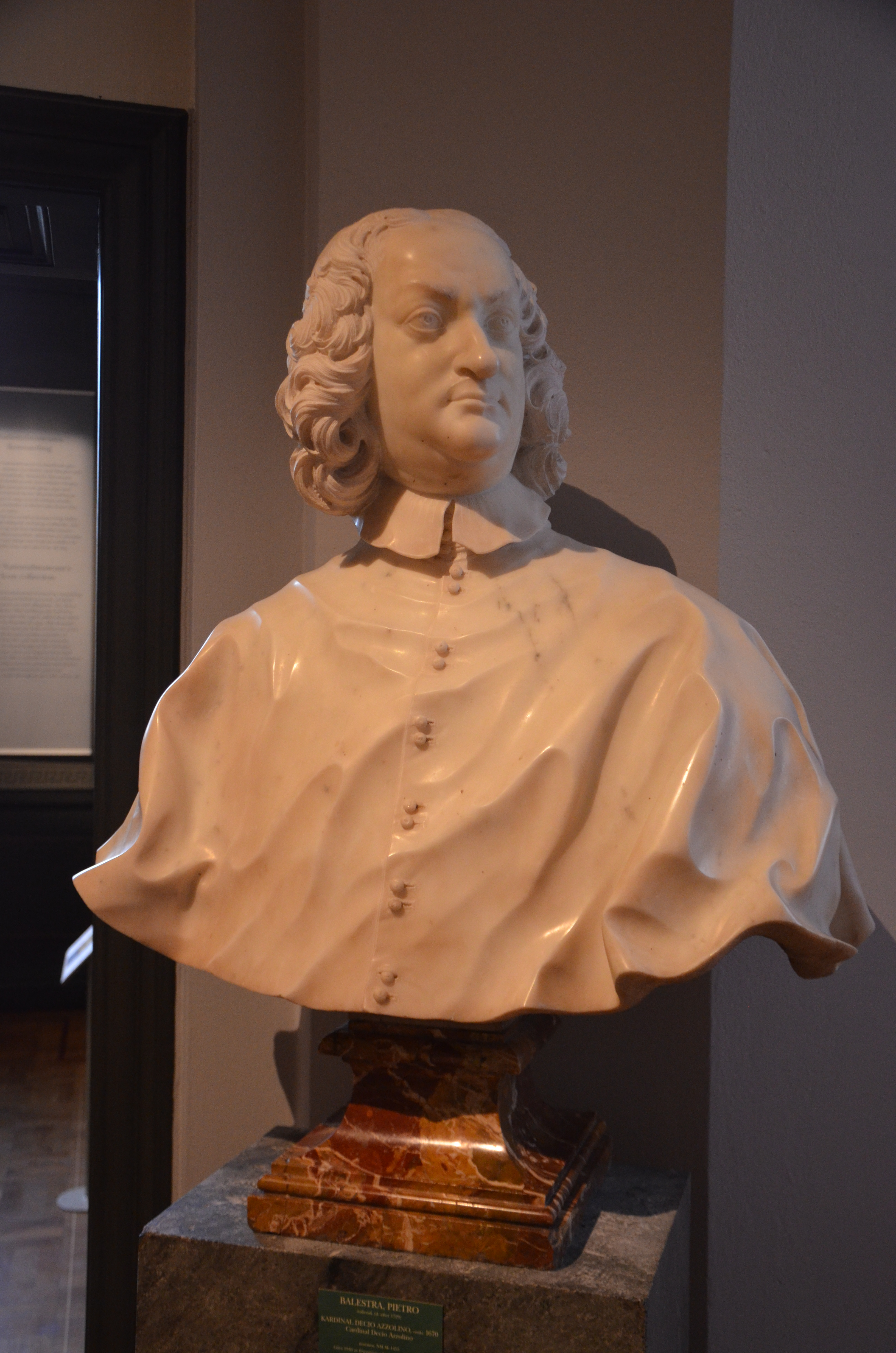
Kardinal Decio Azzolini d. J. (Büste von Pietro Balestra)

Decio Azzolini war der Sohn von Pompeo Azolini und Giulia Ruffo und entstammte einer alten Adelsfamilie. Sein Großonkel war Kardinal Decio Azzolini der Ältere. Nach dem Besuch des Seminars in Ripatransone studierte er in seiner Geburtsstadt Fermo Philosophie, Theologie und Jurisprudenz. Daneben beschäftigte er sich auch mit Rhetorik, römischer und griechischer Literatur, Poesie und mit antiken Kunstwerken. Da schon sein Vater und sein Onkel im Staatssekretariat des Heiligen Stuhls Ämter innehatten, machte auch er in Diensten der Römischen Kirche rasche Fortschritte. Die Priesterweihe empfing er etwa Mitte der 1640er-Jahre, sie ging einher mit seiner Anstellung als Sekretär. Später wurde er Päpstlicher Kammerherr und war von September bis Dezember 1651 Pro-Staatssekretär. Am 17. Juni 1653 wurde er Sekretär des heiligen Kardinalskollegiums.
Papst Innozenz X. erhob ihn im Konsistorium vom 2. März 1654 zum Kardinal. Den Kardinalshut erhielt er am 23. März desselben Jahres zugleich mit der Installation als Kardinaldiakon der Titeldiakonie Sant’Adriano al Foro. Er nahm am Konklave 1655 teil, das Papst Alexander VII. wählte. Ferner war er unter den Kardinälen, die zum Konklave 1667 zusammenkamen und Clemens IX. als Papst wählten. Wegen seines diplomatischen Geschicks und seines überragenden Kunstverstandes wurde er damit beauftragt, die ehemalige schwedischen Königin Christina bei ihrer Ankunft am Sitz des Papstes zu empfangen. Papst Alexander VII. stellte den gebildeten und schöngeistigen Kardinal der nach Rom exilierten Christina von Schweden als Berater, insbesondere in finanziellen Angelegenheiten, zur Seite, der jedoch nicht verhindern konnte, dass sich Christina hoch verschuldete.
Kardinal Azzolini war vom 25. Juni 1667 bis zum 9. Dezember 1669 unter Papst Clemens IX. dessen Kardinalstaatssekretär. Am 12. März 1668 wechselte er zur Titeldiakonie Sant’Eustachio. Am Konklave 1669–1670 mit der Wahl von Papst Clemens X. nahm er wiederum teil, ebenso wie am Konklave 1676, das in der Papstwahl von Innozenz XI. mündete. Am 22. Dezember 1681 wurde er zum Kardinalpriester erhoben und ihm wurde die Titelkirche Santa Croce in Gerusalemme zugewiesen. Am 15. Februar 1683 wechselte er zur Titelkirche Santa Maria in Trastevere und am 13. November 1684 zur Titelkirche Santa Prassede. Decio Azzolini führte die Kardinalsvereinigung Squadrone Volante an, die von den Monarchen unabhängig war und bei den Konklaven von 1655 und 1667 jeweils ihre Kandidaten durchsetzen konnten.
Es gilt nicht als gesichert, wird jedoch häufig angeführt, dass Christina von Schweden und er ein Liebesverhältnis gehabt haben sollen. Sie setzte ihn als ihren Universalerben ein, jedoch starb er nur wenige Wochen nach ihrem Tod, nachdem er ihr Begräbnis im Petersdom organisiert hatte, am 8. Juni 1689 in Rom an Wassersucht. Er wurde in der Kirche Santa Maria in Vallicella in Rom beigesetzt.